# Cliff Shaw
John Clifford Shaw (1922–1991) était un programmeur de systèmes à RAND Corporation. Il est le coauteur du premier programme en Intelligence Artificielle: Logic Theorist, et l'un des premiers développeurs de l'Information Processing Language, un Langage de programmation conçu en 1950. Herbert Simon, Allen Newell et lui on travaillé sur un projet nommé General Problem Solver en 1959, dans le but de résoudre tous les problèmes de la vie réelle. 